# Вила Блед
Вила Блед је ексклузивни  хотел који посећују и међународни гости, као и старија и млађа генерација Словенаца, на пример, током венчања. Смештен је поред Бледског језера, у мирном окружењу, са негованим баштенским теренима.

## Историја
Аустријски аристократа, војвода Ернест Виндишграц је између 1883. и 1885. саградио велику двоетажну вилу на месту где данас стоји Вила Блед. Ото, Ернестов син, оженио се 1902. Елизабет, унуком аустро-угарског цара. Прво заустављање на меденом месецу био је Блед, где су провели неколико дана у вили. Вила је била власништво породице Виндишграц до 1922. године, након чега ју је купио Александар Карађорђевић, млади, тек ожењени краљ нове Краљевине Срба, Хрвата и Словенаца. Његова супруга, краљица Марија и њихово троје деце, посебно су волели ово место где су проводили лета. Најмлађи, принц Андреј, рођен је у вили. Вила је преименована у летњиковац Сувобор у спомен на важну победу српске војске над Аустроугарским царством.
Југословенска краљевска породица планирала је изградњу нове виле која би требало да буде саграђена у близини дворца Сувобор. Планове за ову нову краљевску резиденцију осмислио је познати словеначки архитекта Јоже Плечник. Међутим, у време смрти краља Александра 1934. године, изграђени су само 30-метарски стубови изнад језера, на којима данас стоји павиљон Белведере.
Стара зграда, Сувоборски двор, срушена је пред крај 1939. и на њеном месту је започета изградња нове виле. Планове за ову вилу осмислио је архитекта Фурст. Међутим, то је прекинуто због Другог светског рата.
Изградњу недовршене зграде после Другог светског рата преузео је архитекта Винко Гланц. Првобитни планови су мало прилагођени.
Зграда је завршена 1947. године и служила је као летња резиденција председника Тита током многих година, где је био домаћин бројним званичним државним посетама. Тито је у вили дочекао многе еминентне достојанственике, укључујући етиопског цара Хаила Селасија, лидера Совјетског Савеза Никиту Хрушчова, краља Јордана Хусеина, индијског премијера Џавахарлала Нехруа, његову ћерку и индијску премијерку Индиру Ганди, египатског председника Гамала Абдела Насера, премијерку Шри Ланке Сиримаво Бандаранаике, индонезијског председника Сукарна, председника Замбије Кенета Каунду, јапанског цара Акихита, и др.
Вила Блед отворена је као хотел 1984. године. Њени савремени посетиоци укључују канцелара Немачке Хелмута Кола, британског принца Чарлса (каснијег краља Чарлса III), принца Монака Алберта II, шпанског краља Хуана Карлоса, Вилијама Перија, Пола Макартнија, Вилијама Херта, Еву Херцигову, Лору Буш, као и бројне словеначке и стране државнике.
Године 2012, Вила Блед је променила менаџмент и почела са радом под директним управљањем Владе Републике Словеније – службе протокола.

## Сећања
У циљу очувања историјских чињеница, и као туристичка атракција, сачуван је Титов апартман, на 3. спрату, до кога се стиже оригиналним приватним лифтом. Апартман се састоји од три собе: салон, канцеларија и спаваћа соба са елегантним купатилом. У радној соби се налази Титов портрет, поред кога је његов сто са старинским црним телефоном. 
У приземљу се налази концертна дворана коју је Тито користио за пријеме делегација и друге догађаје. Такође је био и његов приватни биоскоп, где је волео да увече седи и пуши цигаре. Његови омиљени филмови били су вестерни. Концертна дворана је позната и по својим муралима.

### Мурали
Мурал у Концертној дворани, осликан 1947, дело је Славка Пенгова. Славко Пенгов је такође био творац фреске у бледској жупној цркви Светог Мартина, као и мурала у словеначком парламенту, који приказује историју Словенаца. Мурал у Вили Блед приказује Други светски рат у Југославији, од почетка до ослобођења.
У левом горњем углу је приказано бомбардовање Парламента у Београду. Следи окупљање првих партизанских трупа. Према неким објашњењима, војник чија су леђа окренута према гледаоцу и чије се лице не може видети је Тито. Многа лица се понављају током мурала јер је Славко Пенгов тражио од тадашњих радника Виле Блед и ратних заробљеника који су помогли у изградњи после завршетка Другог светског рата да постану „модели“. Следећи је приказан град у Босни, а следи капитулација Италије (италијански војник подиже руке). Централни део мурала приказује три битке: битку на Неретви, битку на Сутјесци и Игмански марш. На крају дужег зида приказано је ослобођење, у десном горњем углу је цветајућа трешња као гласник пролећа.
На краћем зиду приказана је послератна изградња. Фабрика у позадини је љубљански Литострој, испред ње су млади Југославије: студенти, рудари, радници, пољопривредници и тако даље; југословенску заставу носи жена из Босне. На застави се налазе капци иза којих су филмови пројектовани на супротни зид.
Ова јединствена дворана често се користи као свадбени дом. Понекад, међутим, гости желе да прикрију мурал и да се не суочавају са прошлошћу.

## Наследство Карађорђевића
Недавна рехабилитација принца Томислава Карађорђевића отворила је могућност његовим наследницима да од Словеније затраже чувену вилу Блед, пошто је то његово наследство од мајке, краљице Марије. Међутим, по словеначком Закону о денационализацији породица Карађорђевић је и даље искључена из права на враћање наследства или обештећење. Указом о одузимању држављанства и имовине Карађорђевићима од 2.10.1947, који је потписао Едвард Кардељ, конфискована је вила Блед, као и Доња и Горња Радовна, и летовалиште у Мезаљки („Андрејево село“).